# Burgas plavas
Burgas plavas este o arie protejată (arie specială de conservare — SAC, sit de importanță comunitară — SCI, arie de protecție specială avifaunistică — SPA) din Letonia întinsă pe o suprafață de 183,27 ha, integral pe uscat.

## Localizare
Centrul sitului Burgas plavas este situat la coordonatele 57°45′30″N 25°54′35″E / 57.7583°N 25.9096°E.

## Înființare
Situl Burgas plavas a fost declarat arie de protecție specială avifaunistică în mai 2004 pentru a proteja 14 specii de animale. Alte tipuri de protecție:
- sit de importanță comunitară (în mai 2004)
- arie specială de conservare (în mai 2004)[1][3][4]

## Biodiversitate
Situată în ecoregiunea boreală, aria protejată conține 4 habitate naturale: Pajiști cu Molinia pe soluri calcaroase, turboase sau argilos-nămoloase (Molinion caeruleae), Liziere de ierburi înalte hidrofile de câmpie și de nivel montan până la alpin, Pajiști aluvionare boreale nordice, Fânețe de joasă altitudine (Alopecurus pratensis, Sanguisorba officinalis).
La baza desemnării sitului se află mai multe specii protejate de  păsări (14): pescăruș albastru (Alcedo atthis), acvilă țipătoare mică (Aquila pomarina), ciuf de câmp (Asio flammeus), caprimulg (Caprimulgus europaeus), barză albă (Ciconia ciconia), erete de stuf (Circus aeruginosus), cristeiul de câmp (Crex crex), Gallinago media, cocor (Grus grus), sfrâncioc roșiatic (Lanius collurio), viespar (Pernis apivorus), cresteț pestriț (Porzana porzana), cocoșul de mesteacăn (Tetrao tetrix tetrix), fluierar de mlaștină (Tringa glareola)
Pe lângă speciile protejate, pe teritoriul sitului au mai fost identificate 2 specii de plante, 2 specii de păsări, 1 specie de mamifere.